# Jorge Eduardo Marskell
Dom George Edward Marskell, mais conhecido como Jorge Eduardo Marskell (8 de novembro de 1935, Hamilton, Ontário, Canadá - 2 de julho de 1998, Itacoatiara, Amazonas), S.F.M., foi um bispo católico, segundo responsável pela Prelazia de Itacoatiara.

## Biografia
Marskell era membro da Sociedade de Scarboro para as Missões Estrangeiras (S.F.M.) e foi ordenado sacerdote em 21 de agosto de 1960. Em julho de 1962, os primeiros missionários canadenses da S.F.M. desembarcam em Itacoatiara, entre os quais Francis Paul McHugh e Jorge Eduardo Marskell. Em 31 de julho de 1962, o arcebispo metropolitano de Manaus, Dom João de Souza Lima, nomeia Padre McHugh como novo vigário da Paróquia Nossa Senhora do Rosário de Itacoatiara, enquanto Padre Marskell torna-se um de seus cooperadores. Em 13 de julho de 1963, pela bula Ad Christi, o Papa Paulo VI cria a Prelazia de Itacoatiara, como sufragânea da Arquidiocese de Manaus.
Após a nomeação e posse de Padre Francis Paul McHugh como prelado de Itacoatiara, este designa Padre Jorge Eduardo Marskell como vigário da Paróquia Nossa Senhora do Rosário de Itacoatiara, em 3 de outubro de 1965. Em setembro de 1968, Padre Jorge Eduardo é escolhido para fazer parte do conselho da S.F.M., e então deixa Itacoatiara e parte para o Canadá. Apenas em agosto de 1974 retorna ao Brasil e ao trabalho na Prelazia de Itacoatiara, nesse momento administrada por Dom João de Souza Lima, desde a renúncia de Bispo McHugh. A ênfase de Marskell nesse momento é a atuação junto às Comunidades Eclesiais de Base.
Em 17 de janeiro de 1975, por decreto da nunciatura apostólica do Brasil, Padre Jorge Marskell foi nomeado administrador apostólico de Itacoatiara, substituindo Dom João de Souza Lima. Toma posse em 2 de março, na Catedral Nossa Senhora do Rosário. Em junho, a convite da CNBB, participa do Encontro dos Bispos e Prelados da Amazônia, em Goiânia. Em 22 de junho de 1975, Padre Jorge Eduardo Marskell é um dos fundadores da Comissão Pastoral da Terra (CPT) da CNBB.
O Papa Paulo VI nomeou Padre Marskell como segundo bispo prelado de Itacoatiara em 5 de maio de 1978. Foi ordenado bispo em 30 de julho de 1978, na Praça da Catedral Nossa Senhora do Rosário, tendo como principal sagrante Dom João de Souza Lima, arcebispo de Manaus, assistido por Dom Francis Paul McHugh, bispo emérito de Itacoatiara, e Dom Moacyr Grechi, bispo da Prelazia do Acre e Purus. Tomou posse da Prelazia de Itacoatiara no mesmo dia.
Dom Jorge Eduardo fundou a Pastoral Indígena da Prelazia de Itacoatiara em 1979, e convidou os missionários leigos Egydio e Doroti Schwade para dirigi-la. Fundou a CPT-AM, instalou igrejas e comunidades, fez visitas pastorais a comunidades rurais de Itacoatiara e outras cidades e regiões da Prelazia, liderou uma comissão para a recepção de João Paulo II em sua visita ao Amazonas em 1980. Realizou visitas Ad Limina Apostolorum ao Vaticano, sendo recebido pelo Papa João Paulo II (1985, 1990 e 1995). Em 1988, terminou a reforma e ampliação da Catedral Nossa Senhora do Rosário de Itacoatiara. Em dezembro do mesmo ano, Dom Jorge Eduardo foi denunciado ao ministro da Justiça do governo Sarney, por causa da atuação da Prelazia contra empresas de mineração responsáveis pelos danos ao meio ambiente e à área indígena Waimiri-Atroari, na região de Presidente Figueiredo. Realizou a comemoração do jubileu de prata dos 25 anos da instalação da Prelazia de Itacoatiara, em 1989. Em 5 de dezembro de 1991, Bispo Jorge Eduardo Marskell, então vice-presidente nacional da Comissão Pastoral da Terra, recebe o prêmio Nobel alternativo, em Estocolmo, Suécia, concedido à CPT e ao Movimento dos Trabalhadores Sem-Terra, pela Fundação Right Livelihood Awards. Dom Jorge Eduardo também participou da consagração de Bispo José Maria Pinheiro, em 1997.
Com problemas de saúde, Dom Jorge Eduardo Marskell viajou com urgência para o Canadá em 14 de dezembro de 1997, sendo operado de um tumor maligno em Toronto em 29 de dezembro. Desenganado pelos médicos canadenses, Bispo Marskell decide retornar à Prelazia de Itacoatiara em 2 de abril de 1998. Faleceu em 2 de julho de 1998, e foi velado na Catedral. Foi sepultado junto ao altar-mor da Catedral Prelatícia de Nossa Senhora do Rosário em 3 de julho. Em sua memória, a CPT-AM, criou o Prêmio Dom Jorge Eduardo Marskell, em 1999, para homenagear pessoas e/ou entidades da sociedade civil comprometidas com a luta das populações da zona rural e povos ribeirinhos. Em 2001, em Itacoatiara, foi fundada a Associação Dom Jorge Marskell, voltada a ajudar aos mais excluídos nos setores jurídico, educacional, cultural e político.